# Erebia nigra
Erebia nigra är en fjärilsart som beskrevs av Mousley 1902. Erebia nigra ingår i släktet Erebia och familjen praktfjärilar. Inga underarter finns listade i Catalogue of Life.